# 何偉途
何偉途（英語：Ho Wai-to，1958年—2016年5月6日），已故香港民主黨政治人物，2004年香港立法會選舉的九龍東候選人。祖籍廣東省東莞市，並在香港成長，1972年畢業於東莞同鄉會方樹泉學校上午校。何偉途在2016年5月6日在聯合醫院不敵肝癌病逝，終年57歲。

## 召妓事件
2004年8月在東莞公幹期間被公安以嫖妓的罪名拘捕，及後他被即時送入勞教所，直至2005年1月28日選舉完畢數月後才釋放返香港。雖然事件令香港民主黨李華明名單飽受壓力，但九龍東的選舉結果沒有明顯受到這次事件影響。
有人指這次拘捕行動與香港選舉有關，中共打算藉誣害何偉途以打壓泛民主派，但東莞公安局的發言人否認有關指控，並在一記者會上發佈何偉途被捕時的照片及大量證據，包括同房妓女及其本人的照片與避孕套，當時何偉途並沒有任何衣著，只有一條藍色大毛巾遮擋下體。這一宗羅生門事件在香港成為多份雜誌的封面故事，及市民茶餘飯後的話題。

## 區議員生涯
他曾任觀塘區議會順天選區區議員。於2005年1月，觀塘區議會批准何偉途請假，無須因缺席三次或以上區議會會議而遭取消議員資格。
2005年2月24日，民主黨召開中委會，通過接納何偉途退黨的要求。
2007年11月18日的區議會選舉，何偉途再戰上屆區選落敗的郭必錚。 郭必錚上次戰敗後，積極以四順分區委員會主席、卓研社總幹事，觀塘區議會增選委員等身份，從事社區工作。2007年香港區議會選舉結果，後者郭必錚以642票之差擊敗何偉途。
2015年區議會選舉，何偉途出任民主黨順天選區候選人莫建成的選舉經理，協助莫以100票之差擊敗爭取連任的郭必錚，成功為民主黨奪回順天選區議席。

## 家庭
- 何偉途已婚，並育有有一子何栢欣，署理港島銅鑼灣孔聖堂中學副校長。2020年因在個人面書發表一篇文章，被批評發佈疑似是仇警言論的「藏頭詩」文章，2月24日被學校董事會管理層停職調查，引來社會討論。事後，孔聖堂中學表示相信何的解釋，接納他只屬誤傳。學校指他的敏感度不足，暫時停止其署理副校長工作。[來源請求]